# Потапенко Андрій Ілліч
Андрі́й Іллі́ч Пота́пенко  (5 січня 1925, Дніпровокам'янка, Верхньодніпровський район, Дніпропетровська область) — заслужений художник України, майстер пейзажу, в найкращих роботах якого опоетизована природа України, Середньої Азії, Кавказу.

## Біографічні дані
Андрій Ілліч народився 5 січня 1925 року в селянській родині у селі Дніпровокам'янка на Дніпропетровщині.
1938 року вступив до Дніпропетровського художнього училища.
Велике значення у творчій долі Андрія Потапенка мала зустріч з талановитими педагогами М. Паніним та Н. Погрібняком, які зуміли його захопленість малюванням перетворити в палку любов до мистецтва.
Андрій Потапенко належить до покоління художників, на формування особистості та характер творчості яких вплинула Друга світова війна. 1943 року він пішов добровольцем на фронт, був поранений, знову повернувся в стрій і воював до кінця війни.
Після 1945 року продовжив навчання в художньому училищі, а по його закінченню працював кілька років в художньому музеї.

## Подорожі
У 50-ті роки художник багато поїздив по Україні, Білорусі, Кавказі, двічі побував у Казахстані в місцях заслання Тараса Шевченка. Ці роки були часом визрівання таланту художника, сприяли формуванню його як майстра.

## Творчий пошук
Творчий пошук відбувався у напрямку більшого узагальнення пластики, посилення живописної та композиційної експресії. Ретельне вимальовування деталей у ранніх творах поступово змінюється більш вільною широкою манерою письма.

## Пейзажі
Пейзажі художник часто пише прямо з натури. Він намагається донести до глядача різнобарв'я природи в усіх її нескінченних проявах. Часто пейзажі А. Потапенка переростають межі жанру, стають сюжетними творами, такі як «Завжди на сторожі», «Хліба над Дніпром», «Висоти Мітридату» та інші.

## Виставкова діяльність
Художник неодноразово брав участь у республіканських, обласних, всесоюзних виставках, мав численні персональні виставки. 1984 року йому присуджено звання Заслуженого художника України.